# Frank Abbinanti
Frank Abbinanti (* 1949 in Chicago, Illinois) ist ein US-amerikanischer Komponist, Pianist und Posaunist.

## Leben
Frank Abbinanti nahm von 1964 bis 1968 privaten Posaunenunterricht bei Frank Crisafulli (1916–1998) in Chicago und studierte am dortigen American Conservatory of Music Klavier. Als Teenager experimentierte er mit aleatorischen Kompositionsformen in Nachahmung von John Cage. Darauf studierte an der University of Illinois at Urbana–Champaign Komposition und Performance Art bei Richard Teitelbaum und Klavier bei Frederic Rzewski. Hier erreichte er seinen Bachelor of Arts und arbeitete unter beiden Lehrern als Assistent. Später studierte er Komposition an der University of Chicago bei Ralph Shapey. Mit seiner Frau Ruth Abbinanti gemeinsam gründete er 1972 The Modern Music Workshop an der University of Illinois at Urbana–Champaign mit dem Ziel am Museum of Contemporary Art und anderen Orten Konzerte mit zeitgenössischer Musik zu veranstalten. 1974 wurde er graduiert. Ruth Abbinanti wurde 1976 als Flötendozentin an das Elmshurst College in Chicago berufen. Stilistisch suchte er einen eigenen Weg zwischen John Cage und der Neoromantik Shapeys, da er ihn beide Richtungen faszinierten. In den späten 1970 hörte er auf zu komponieren und widmete sich der Politik und verschiedenen Sozialtheorien. Er schloss sich Gemeinschaften an, die Karl Marx und seine modernen Schüler studierten und suchte Wege, die Welt utopisch zu machen. 1981 reiste er erstmals nach Europa und begegnete Cornelius Cardew in London. 1983 half er hier ein Gedenkkonzert für Cardew, der 1981 verstorben war, zu organisieren. Daraufhin begann er wieder zu komponieren Beim New Music America Festival 1983 stellte er seine Komposition Liberation Music für Soloklavier vor. Seitdem arbeitet er in der lokalen Musikszene Chicagos und organisiert Konzerte für europäische Musiker, so zum Beispiel 1988 das Arditi Quartett. 1984/85 nahm er privaten Kompositionsunterricht bei Ben Johnston in Chicago. 1985 unternahm er als Pianist eine Europatournee und stellte sowohl eigene Werke als auch die Werke anderer mit Chicago verbundener, zeitgenössischer Komponisten vor. Mit dem Komponisten Peter Gena (* 1947) gründete er gemeinsam die Interarts Chicago, Inc.mit dem Ziel viele europäische Avantgardekünstler zu Engagements in Chicago verpflichtete. 1989 spielte er bei der Video Opera Nature is leaving us Klavier. Aufführungen waren zwischen dem 13. und 22. Oktober 1989 im Goodman Thetre Studio in Chicago. Als Solist uraufführte er viele Werke für Euphonium, Klavier, Posaune und Tuba. Er spielte Euphonium in der Banda Napoletana in Chicago. Er arbeitete zu Beginn der Neunziger als musikalischer Berater des italienischen Kulturkonsulats in Chicago und von 1991 bis 1995 als Assistenzdirigent des Citywide Orchestra in Chicago. Er veranstaltete 1997 das NEMO Festival in Chicago mit Pierre Boulez als musikalischem Berater und Aufführungen des Ensemble Modern. Er ist Vorstandsmitglied beim Echo Performing Arts Orchestra, einer gemeinnützigen Organisation in Kalifornien. Von 1998 bis 2004 unterrichtete er an der University of Chicago und hielt USA-weit und in Europa Vorträge, so in Belgien, der Niederlande, Frankreich, Deutschland, Italien und Spanien. Sein bevorzugter Verlag ist Frog Peak Music. Neben anderen musizierte Abbinanti mit dem Arditti Quartet, John Tilbury, Guillermo Gregorio, Willem Breuker Kollektief, Ensemble Modern, Pierre Boulez und Elaine Radigue.

## Werke (Auswahl)
Frank Abbinanti schrieb überwiegend Kammermusik sowie Vokal- und Klavierwerke. Neben seinen Kompositionen schrieb er mehrere Aufsätze und 2005 das Buch Frog Peak Music publiziert bei Frog Peak Music. Seine Werke beschreibt er als postmodern-ekletizistisch zum größten Teil als neotonal und postelektronisch.

### Orchesterwerke
- American Labor Studies für großes Orchester Version 1, uraufgeführt am 24. Februar 1991 vom Harper Symphony Orchestra unter Leitung von Frank Winkler im Building--Theater des Harper College in Chicago[2] und Vol. 2, 2006[1]
- After Iraq, 2006[1]
- estratega a contrapecho del hombre. Concerto für Cello und Orchester
- Rhapsodic Concerto War and Peace für Violoncello und Orchester. Das Rhapsodic Concerto wurde 1999 an der Azusa Pacific University mit der Cellistin Janice Foy und dem APU Symphony Orchestra. uraufgeführt.[9][10]
- Four Songs, ein Auftragswerk für das Chicago Chamber Orchestra.[2]

### Kammermusik
- The Meteln Kassandra. Uraufgeführt wurde das Werk im September 1988 im Krannert Center for the Performing Arts auf dem Campus der University of Illinois at Urbana–Champaign. Das Stück basiert auf der Erzählung Kassandra von Christa Wolf. Sie schrieb sie 1980 und 1981 in Meteln. Daher rührt der Name der Komposition.[11] Sie wurde vom Ensemble Chicago pro Musica, bestehend aus Musikern des Chicago Symphony Orchestra, eingespielt.[12]
- City Music schrieb Abbinanti 1988 für Keith Rowe. Das Stück ist in zwei Teilen notiert, known [bekannt] und unknown [unbekannt]. Keith Rowe führte es unter anderem am 13. Oktober 2012 im LAMPO in Chicago auf. 1990 spielte er es auf A Dimension Of Perfectly Ordinary Reality bei Matchless Recordings ein.[13][14]
- power clown, für Horn, Bassposaune, Violoncello, Kontrabass, Klavier und Schlagzeug, 1999
- LURE, für Violoncello und Klavier, 2004
- gentle beast für Kontrabass, 2004
- what remains for us, für Altflöte, zwei Querflöten und Bassflöte, 2007
- things cant be dis baad, für Flöte, 2007
- Four Songs, ein Auftragswerk für das Chicago Chamber Orchestra[2]
- La Lucha [Der Kampf ] für Blechbläserensemble, eine Hommage an den Spanischen Bürgerkrieg, wurde für das Pitzen Brass Ensemble komponiert.[2][15]
- Fallender Engel/fallender Kopf = Falling angel/falling head: after the Wall für Altsaxophon wurde 2017 bei Frogmusic in Lebanon, New Hampshire veröffentlicht.
- Cerco de puas = (Barbed wire) [Stacheldraht] für Fagott wurde 2017 bei Frogmusic in Lebanon, New Hampshire veröffentlicht.[16]
- La luciernaga [Der Leuchtkäfer] für Fagott solo in einem Satz im 7/4-Takt wurde 2017 bei Frogmusic in Lebanon, New Hampshire veröffentlicht.[17]

### Klaviermusik
- Liberation Music für Klavier, 1983. Es ist teilweise improvisatorisches Stück auf Grundlage der italienischen Arbeiterhymne La bandiera rossa.[15][18] Sie wurde beim New Music America Festival 1983 vorgestellt.[2]
- American Labor Studies. Fassung für Klavier. Die Stücke erinnern an Ereignisse in der Geschichte der Gewerkschaften.[15]
  - Volume 1 : I Lobsterwoman/South Addison Maine II Triangle Shirt Fire (1911), gedenkt dem Brand der Triangle Shirtwaist Factory III Mudmarch IV Native American Ironworkers V Exxon Valdez, Prince Williams Sound, Alaska VI Brakeman/Spearville Kansas VII Los rios profundos VIII Cigar Factory IX The Fishgutter’s Song X Entre pancho villa y una mujer desnuda XI Tarantella di Baracatti (Squatter’s Tarantella) XII ten year old spinner, poor white, 48 inches tall XIII Forge Worker’s Hands, Oakland California XIV The Garment Worker[19]
  - Volume 2: ITrackwoman for the Pacific Northwest II Locked Out III Women Workers Leaving the Shipyard, California IV My Blacklung V Spooling in New England VI Night Meeting, 1939, Cotton Pickers at the Crossroads VII Kitchen Hovel, Alabama VIII Bordados Sonica IX Laying Track for the Brooklyn Tunnel, 1947 X Laundry Room Worker XI Longshoremen/Coos Bay, Oregon, 1976[20]
- Jenin ist ein einstündiges improvisatorisches Werk für Klavier, das 2002 entstanden ist, und an die Militäraktion 2002 in Dschenin erinnert Es betrauert die Opfer der Aktion.[15]

## Rezeption
Kyle Gann schreibt 2003 in A Hyper History of New Music and Politics, Abbinanti sei der einzige ihm neben Jeffrey Schanzer bekannte amerikanische Komponist der neueren Generation, die sich selbst als politische Komponisten definierten und noch dazu als Marxisten.